# Стальная, Анастасия Викторовна
Анастасия Викторовна Стальная (род. 6 января 1998 года, Песчанокопское , Ростовская область) — российская волейболистка, нападающая. Чемпионка летней Универсиады 2019 года. Мастер спорта России.

## Биография
Анастасия Викторовна Стальная родилась 6 января 1998 года в Ростовской области. Волейболом начала заниматься в 9 лет. На протяжении шести лет тренировалась в московской СДЮСШОР № 65 «Ника» (2007—2013). С 2013 года активно играла в молодёжных сборных. В составе разных возрастных категорий становилась чемпионкой Европы 2014, 2015, 2016 годов.
Первый свой сезон во взрослой команде провела в Новом Уренгое с местным «Факелом». Затем два года играла в московском «Луче». В сезоне 2016/2017 выступала за череповецкую «Северянку», завоевала золото высшей лиги А. Сезон 2018—2019 года провела в составе челябинского «Динамо-Метар».
В 2019 году перешла в калининградский «Локомотив», в составе которого в 2020 стала серебряным призёром чемпионата России, а в 2021 — чемпионкой России.
На летней Универсиаде в Италии, в 2019 году, в составе национальной сборной России она стала победителем турнира.

## Достижения

### Со сборными
- Чемпионка Европы 2016 среди молодёжных команд;
- Чемпионка Европы 2015 года среди девушек;
- Чемпионка Летней Универсиады 2019 года.
- серебряный призёр чемпионата мира 2017среди молодёжных команд

### С клубами
- двукратная чемпионка России — 2021, 2022;
  - серебряный (2020) и бронзовый (2025) призёр чемпионатов России.
- серебряный (2021) и двукратный бронзовый (2019, 2025) призёр розыгрышей Кубка России.
- обладатель Суперкубка России 2019.